# Léon-Adolphe Amette
Leon Adolphe Amette (Douville-sur-Andelle, 6 de setembro de 1850 — Antony, 29 de agosto de 1920) foi um cardeal católico francês e arcebispo de Paris de 1908 a 1920.
Foi criado cardeal em 1911 (cardeal-presbítero, título de S. Sabina) e participou do conclave de 1914, que elegeu o papa Bento XV. Ele consagrou a Basílica de Sacré Cœur em 1919.